# Frank Baier

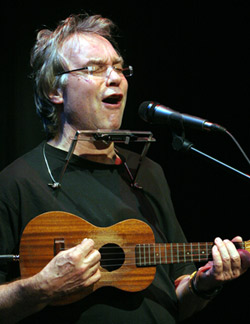
Frank Baier bei einem Auftritt mit Ukulele (2007)

Frank Baier (* 12. Februar 1943 bei Braunschweig; † 9. April 2022 in Duisburg) war ein deutscher Volkssänger und Liedermacher, Musiker, Autor und Ingenieur, der im Ruhrgebiet in einer Zechensiedlung lebte und arbeitete.

## Leben
Frank Baier lebte ab 1949 im Ruhrgebiet und wuchs in Essen-Frohnhausen auf. Er absolvierte die Ausbildung zum Werkstoffprüfer in der Gießerei des Stahlerzeugers Krupp in Essen. Anschließend studierte er Verfahrenstechnik an der Hochschule Niederrhein / Krefeld mit dem Abschluss als Ing. grad.

### Privatleben
Frank Baier arbeitete nach seinem Hochschulabschluss bis 1996 als Ingenieur im Bereich Post und Fernmeldewesen. Ab 1981 lebte der zweifache Vater in der Rheinpreußen-Siedlung Duisburg-Homberg mit seinem Archiv in einem alten Zechenhaus.

## Werk

### 1960er Jahre: Skiffle-Szene und Frühzeit
Baier spielte bereits als Vierjähriger Mundharmonika, mit ca. elf Jahren lernte er in der Jugendbewegung und auf Tramp-Fahrten durch Europa, die Ukulele zu spielen. Bereits hier entstand sein erstes handgeschriebenes Fahrtenliederbuch. Als Instrumente kamen später noch Gitarre, Banjo, Knopf-Akkordeon, Bandoneon und die Harfe hinzu.
Ende der 50er Jahre stieg Baier – über die Beschäftigung mit Spirituals und Blues – in die rege Essener Skiffle-Szene ein. Er wurde der Front-Sänger der Saints Rambler Skifflegroup in Essen-Frohnhausen.
1966 bis 1969 nahm Baier als Besucher an den Festivals auf Burg Waldeck im Hunsrück teil. Dies und die Essener Songtage 1968 waren für ihn Schlüsselerlebnisse in seiner Entwicklung als Liedermacher. Bei den Ostermärschen inspirierten ihn die Auftritte der Blues-Sängerin Fasia Jansen mit der Düsseldorfer Skiffle-Combo Die 4 Conrads.
Nun begann Baier eigene Lieder mit deutschen Texten zu schreiben. Recht bald wurden auch seine eigenen Lied-Texte durch die gemeinsame Studioarbeit mit dem Autor und Texter Thomas Rother stärker gesellschaftskritisch und politischer.

### 1970er Jahre: Ensemblearbeit
Wegweisend waren für Frank Baier dabei die Vertonungen von Rother-Texten durch den Liedermacher Bernd Witthüser. Einige dieser Lieder von Witthüser sang Baier in seinen ersten Konzerten. Um 1970/71 gründete Baier gemeinsam mit Rolf Hucklenbruch und Harald Golbach die Gruppe Kattong, die sich bald mit politischen Texten auf zahlreichen Konzerten in Justizvollzugsanstalten und Fürsorgeheimen profilierte. Kattong spielte dabei auch mehrfach im Vorprogramm der West-Berliner Gruppe Ton Steine Scherben.
1971 erschienen erstmals Baiers Lieder auf der Anthologie-LP Gitarre vorm Bauch. Im selben Jahr folgte die Single Lieder vor und hinter Gittern. 1972 erschienen weitere Lieder auf der ersten Kattong-LP Stiehl dem Volk die Geduld. Die Kattong-Single Rotes Liebeslied (Texte von Thomas Rother) wurde 1972 vom Landesvorstand der Jungsozialisten in Nordrhein-Westfalen herausgegeben; sie durfte zeitweise im Bayerischen Rundfunk aufgrund inhaltlicher Bedenken nicht gespielt werden.
1973 formierte Baier gemeinsam mit dem Musiker Walter Westrupp, den er noch von der Skiffle-Szene der frühen 60er Jahre her kannte, das Duo BaierWestrupp. Beide Musiker komponierten und schrieben Texte und spielten während ihrer Auftritte mehrere Instrumente. Sie steuerten u. a. Kinderlieder zu Fernsehserien wie Sesamstraße und Die Sendung mit der Maus bei, daneben auch Musik zur TV-Reihe Familie Zisch.
Parallel begann Baier als Gastmusiker in Westrupps Skiffle-Formation Walter h.c. Meier Gang eine elektrisch verstärkte Ukulele zu spielen. Daraus ging schließlich das Ensemble Walter h.c. Meier Pumpe hervor, das sich bis 1976 in der gesamten Bundesrepublik mit Skiffle-Musik und deutschen Texten profilierte (u. a. in den Liedern Baby Barré und Segeroth-Skiffle).
Baiers Spitzname „Pumpe“ verbreitete sich nun in der Musiker-Szene; der Name stammte aber bereits aus seiner Zeit in der Jugendbewegung.

### 1970er und 1980er Jahre: Engagement im Ruhrgebiet
Mitte der 1970er Jahre zog Frank Baier in den Duisburger Arbeiter-Stadtteil Bruckhausen. Auf die dortige gesellschaftliche Debatte reagierte er mit dem Lied Ausländerfragen. In Duisburg-Bruckhausen begann Baier auch seine Auseinandersetzung mit der Geschichte der Bergarbeiter-Bewegung, ihrer Literatur und ihren Liedern. Daraus entwickelte sich ein jahrzehntelanges Engagement, dem Baier die Bezeichnung „Pottpoet“, „Ruhrpottbarde“ und später „Mister Ruhrgebiet“ verdankt.
Frank Baier schrieb mehrere Sammelband-Beiträge über Arbeiter- und Bergmannslieder des Ruhrgebiets – u. a. für eine Dokumentation der 3. Duisburger Akzente 1979 (Lieder und Leute vor Ort).
Er sammelte historische Musikaufzeichnungen und Texte, interviewte noch lebende Arbeitersänger und zeichnete ihre Darbietungen auf Tonträger auf. Baier vertonte einige der historischen Texte neu (z. B. Der Lohntag – 1911 und Auf der Schwarzen Liste – 1889). Zu diesen Arbeiter-Dichtern gehörten neben Heinrich Kämpchen (1847–1912) auch die Bergleute Johannes Grohnke und Johannes Leschinski, die ihm nach seiner Aussage besonders eindringlich über die Kämpfe der Roten Ruhrarmee im März 1920 berichteten und eigene Lieder vorsangen.
Wichtig wurde für Baier bald die Zusammenarbeit mit den Literaten der Dortmunder Gruppe 61 und der Literarischen Werkstätten im Ruhrgebiet; besonders interessierten ihn Texte von Josef Reding, Thomas Rother, Liselotte Rauner, Richard Limpert, Josef Büscher und Hugo Ernst Käufer, die er auch mehrfach vertonte.
Dieser Arbeitsschwerpunkt schlug sich 1978 nieder in der LP Mein Vater war Bergmann. Sie entstand in Kooperation u. a. mit der Liedermacherin Fasia Jansen, dem Bandoneonorchester Gut-Ton und dem Kasseler Hochschuldozenten Manfred Voss.

### 1970er und 1980er Jahre: Politisches Engagement
Um 1978/79 engagierte sich Baier verstärkt politisch und gesellschaftlich in der Anti-Atomkraft-Bewegung und der Hausbesetzer-Szene. In diesen Jahren entstanden Solidaritäts-Platten: Mit seiner ersten LP Bauer Maas – Lieder gegen Atomenergie wandte er sich gegen den Bau des Atomkraftwerks Schneller Brüter in Kalkar und unterstützte einen juristischen Prozess dagegen. Mit der zweiten LP Schöner wohnen – abber fix engagierte sich Baier zugunsten eines Rechtshilfe-Fonds für verhaftete Hausbesetzer aus Bochum, Dortmund und Essen.
Baier wurde Mitglied einer Bürgerinitiative, die den Abriss der Zechensiedlung Rheinpreußen in Duisburg-Homberg unter anderem mit drei Hungerstreiks verhindern konnte. Später gehörte Baier zu den Gründungsmitgliedern der daraus entstandenen Wohnungsgenossenschaft Rheinpreußensiedlung e.G. Die EP/CD Rheinpreußen ruft Alarm zeugt von diesem Engagement: sie enthält Lieder aus dem Kampf um den Erhalt der 100-jährigen Zechenkolonie.
In einer Zusatzstrophe zu Heinrich Kämpchens historischem Lied Auf der Schwarzen Liste kritisierte Baier die Restriktionen des sog. Radikalenerlasses; und er schaltete sich mit seinem Radiothek-Lied in die Debatte um die Abschaffung der WDR-Jugendsendung Fünf nach sieben – Radiothek ein. Beide Lieder erschienen 1981 auf Baiers LP Auf der Schwarzen Liste. Baiers Lieder durften im WDR aus politischen Gründen erst wieder in den späten 1980er Jahren gesendet werden – bis dahin standen sie somit knapp zehn Jahre lang auf dem Index.
1980/81 gab Baier gemeinsam mit Detlev Puls das Buch Arbeiterlieder aus dem Ruhrgebiet heraus; es enthielt Texte und Noten, daneben wurden historische Dokumente und Geschichten aus dem Leben der Arbeiter wiedergegeben.
1982/83 unternahm Baier eine Konzert-Tournee auf Einladung der deutsch-madegassischen Kulturkooperative Cercle Germano-Malgache (CGM) nach Madagaskar und kooperierte dort mit dem Liedermacher Tselonia und der Gruppe Rossy. Bei Konzerten mit einem 4-stündigen Liederprogramm mit deutsch-französisch-madegassischen Übersetzungen der Lieder erreichten sie mehrere Tausend Zuhörer. Mit ihrem dreisprachigen Lied die Liebe – der Mensch – die Revolution eröffnete der Sender Radio Television Madagascar (RTM) über mehrere Monate hinweg täglich sein morgendliches Frühprogramm.
Seither wird das Instrument Ukulele auf Madagaskar besonders mit Frank Baier in Verbindung gebracht.
1984 entwickelte Baier gemeinsam mit dem türkischen Komponisten und Liederforscher Mesut Çobancaoğlu ein deutsch-türkisches Liederprojekt, das beide gemeinsam etwa drei Jahre lang verfolgten. Ein Resultat waren (mit  dem Pianisten Chris Jarrett im Studio) die gemeinsame LP türkisch-deutsche Lieder: Warum seufzt Du, Wasserrad? und Konzerte in der gesamten Bundesrepublik Deutschland.

### 1990er Jahre: Erweiterungen im musikalischen Bereich
Frank Baier unterbrach 1988 seine Liedermacheraktivität und konzentrierte sich bis 1995 im Obertonchor Düsseldorf auf den Gesang mit Obertönen. Hierbei lernte er den Bass-Sänger Frank Sievert kennen, der ihn bald darauf im Bau von Harfen unterrichtete.
In sein Instrumentarium nahm Baier 1991 eine selbstgebaute Harfe auf; sie war unter Anleitung Frank Sieverts entstanden. Ab 1996/97 studierte Baier sechs Semester die keltische Harfe an der Niederrheinischen Musikschule in Duisburg und begann bald, auf der Harfe eigene Stücke zu komponieren (u. a. Das Lied der Leier).
Zwischenzeitlich erschien 1996 Baiers erste Ukulelen-Schule – ein Lehrbuch mit Noten, Akkordgriffen und einer CD; sie enthält Kinderlieder und Skiffle-Stücke für Ukulele.

### Verstärkte Aktivität im 21. Jahrhundert
Zu einer Initialzündung geriet sein Gastspiel beim Tanz- und Folkfest Rudolstadt 2002 im Rahmen eines dortigen Regionalschwerpunktes Fokus Regional Ruhrgebiet: in Gestalt einer Verbindung traditioneller Ruhrgebietslieder mit dem Rap.
Aus diesem Konzert ergab sich u. a. eine Zusammenarbeit zwischen Baier und der Rap-Formation Sons of Gastarbeita mit späteren Auftritten Baier & Bänd oder der Alte und die Rapper. Ihr gemeinsamer März Rap 1920 stand 2006 über mehrere Monate hinweg auf Platz 1 der deutschen Liederbestenliste. 2003 nahm Baier gemeinsam mit der Gruppe Die Grenzgänger und dem Bremer Musiker Michael Zachcial die CD 1920 – Lieder der Märzrevolution auf; thematisch befassten sie sich dabei mit den Kämpfen zwischen Roter Ruhrarmee und Freikorps in der Ruhrregion nach dem Kapp-Lüttwitz-Putsch im März 1920. 2006 erhielten Die Grenzgänger und Frank Baier für diese Aufnahmen und das CD-Booklet 1920 den „Preis der deutschen Schallplattenkritik 2/2006“.
2003 erschien der Sammelband Folk & Liedermacher an Rhein & Ruhr, in dem Baier in einem umfangreichen Beitrag Leben – kämpfen – solidarisieren – Ruhrgebiet über die Ruhr-Musik-Szene von den Ostermärschen 1962 bis 1996 berichtete.
Ab 2008 arbeitete Baier dann über vier Jahre hinweg an seinem nächsten Werk Der Pott singt. Aus seinem privaten Archiv, aus Archiven der Ruhr-Region und aus dem Deutschen Volksliedarchiv Freiburg trug er Lieder, Texte und Interviews zusammen. In diesem Zusammenhang wurde eine Auswahl aus seinen Tonaufnahmen historischer Arbeiterlieder aus dem Ruhrgebiet transkribiert.
Heraus kam das über 460 Seiten starke Buch Glück auf – Liederbuch Ruhr: eine Text- und Notensammlung der bekanntesten 100 Lieder aus dem Ruhrgebiet mit Fotos aus ausgesuchten Quellen und Archiven und mit einem umfangreichen Lexikon-Teil (mit Geschichte, Geschichten und Hintergründen).
Kurz nach Baiers 75. Geburtstag im Februar 2018 erschien die CD Wat’n Theater, man – Frank Baier 2017, die Lieder aus den Jahren 1976 bis 2016 enthält und die Platz 2 der monatlichen Liederbestenliste erreichte. Im April 2018 war Baier Preisträger des Geschichtswettbewerbs Hau rein, den das Forum Geschichtskultur Ruhr und Emscher e. V. veranstaltete; die Jury würdigte Baiers langjährigen Beitrag zu Aufarbeitung, Interpretation und Aktualisierung des Ruhrgebiets-Liedgutes sowie sein kulturelles und politisches Engagement.

## Werke

### Diskografie
- 1971 – Gitarre vorm Bauch – Lieder am Rande (Solist) (LP, Verlag Schwann)
- 1971 – Lieder vor und hinter Gittern (Single, Verlag Schwann)
- 1972 – Rotes Liebeslied (Kattong) (Single, Verlag: Jungsozialisten in der SPD)
- 1972 – Stiehl dem Volk die Geduld (Kattong), (LP, Verlag Schwann)
- 1974 – Deutsche Liedermacher – Songfestivel Ingelheim. Live-Mitschnitt (Mitwirkung, BaierWestrupp) (LP, Verlag Electrola Songbird)
- 1976 – Dat muß doch auch wat Späßken bringen (BaierWestrupp) (LP, Verlag Pläne)
- 1976 – Walter h. c. Meier Pumpe (LP, Verlag Electrola – Songbird)
- 1978 – Mein Vater war Bergmann – Bergarbeiterlieder (Mitwirkung) (LP, Verlag Pläne, 2004 als CD-Neuedition)
- 1978 – Bauer Maas. Lieder gegen Atomenergie (LP, Pass-op Produktion)
- 1979 – 10 Jahre danach. Lieder aus dem Theaterstück Eurovia (EP, Verlag 'pläne')
- 1980 – Lieder und Musik aus dem Ruhrgebiet vom Pütt und vonne Maloche (Mitwirkung) (LP Verlag Gruner & Jahr, Marifon-LP)
- 1981 – Radiothek unterwegs – Das war’s: Radiothek. Ausschnitte aus der letzten Radiothek-Sendung vom 30. Dezember 1980 (Mitwirkung) (LP, vom Urheberrechtsinhaber WDR nicht autorisierte Schwarzpressung aus der Reihe Legal – Illegal – Scheissegal)
- 1981 – Auf der Schwarzen Liste (LP, Verlag 'pläne')
- 1982 – Wir wollen leben. Lieder gegen den Untergang (Mitwirkung mit dem Lied „Richard“) (LP, Verlag FolkFreak)
- 1982 – Schöner wohnen abber fix!! Lieder, Reggae, Rock & Dampf – Kohle für den Häuserkampf (LP, Pass-op Produktion)
- 1985 – Philippinen – Lieder der Freiheit – Jess Santiago (Mitwirkung mit dem Lied „Halina“) (MC, Verlag Pario-Freundeskreis e. V., Agphi und DPSG Paderborn)
- 1986 – Türkisch-deutsche Lieder: „Warum seufzt du, Wasserrad“ (Frank Baier mit Mesut Cobancaoglu) (LP, Verlag 'pläne')
- 1989 – Als die Mieter frech geworden. Lieder aus der Rheinpreußen-Siedlung (EP, Verlag 'pläne' & Wohnungsgenossenschaft Rheinpreußen)
- 1991 – Spirit come – Christian Bollmann mit Oberton-Chor Düsseldorf Projekt 90 (CD, Verlag Lichthaus Musik)
- 1998 – Kartoffelkrautfeuer. Gedichte von Hugo Ernst Käufer – Lieder von Frank Baier (CD, Verlag Open Ear)
- 2001 – Lieder aus Madagaskar. Frank Baier – Rossy – Tselonia. Tana, Januar 1983 (CD, Eigenverlag / Verlag Open Ear, Remaster 2009)
- 2002 – Frankie und Johnny (mit Werner Gradaus) (CD, Eigenverlag)
- 2003 – Portrait (CD, Verlag 'pläne', Neuedition der LPs Dat muß doch auch was Späßken bringen und Auf der Schwarzen Liste)
- 2003 – Himmel anne Emscher. Die AkkordArbeiter: Frank Baier und Barney Brandts (CD, Eigenverlag)
- 2004 – Mein Vater war Bergmann (CD, Verlag 'pläne')
- 2005 – Rheinpreußen ruft Alarm. Lieder aus der Rheinpreußensiedlung (Mitwirkung) (CD, Verlag 'pläne', zum Teil eine Neuedition von Wir wollen leben)
- 2005 – Marsch der Minderheit. 40 Jahre deutsches Lied bei pläne (Mitwirkung mit dem Lied Runter vom Balkon) (CD, Verlag Pläne)
- 2006–1920. Lieder der Märzrevolution (mit Die Grenzgänger und Sons of Gastarbeita) (CD, Verlag Müller-Lüdenscheid – 2015 neu aufgelegt unter dem Titel Keine Bange, Leschinsky)
- 2008 – Für wen wir singen. Liedermacher in Deutschland (Mitwirkung: Frank Baier und BaierWestrupp) (CD, Verlag Bear Family)
- 2010 – Mitternachtsgesänge – Jooschen Engelke. Die verlorenen Lieder des Jooschen Engelke (Mitwirkung) (CD, Verlag Conträr Musik)
- 2011 – Let’s get together in Venezuela. Songs zur Weltfrauenkonferenz (Mitwirkung mit dem Lied „Halina“) (CD, Verlag Le Gilles)
- 2012 – Heiz das Feuer wieder an (Mitwirkung mit dem Lied Wunderbar) (CD, Eigenverlag Zeitgeist-Ensemble Ruhr)
- 2015 – Lieder zur Lage – 70er Jahre (Kattong) (CD, Eigenverlag Frank Baier)
- 2015 – Gesänge des Ruhrgebiets von 1870 bis 1980 (LP, JumpUp Productions)
- 2018 – Wat’n Theater, man – Frank Baier 2017 (CD, Eigenverlag Frank Baier)

### Bücher und Sammelbandbeiträge
- Bergarbeiterlieder aus dem Ruhrgebiet. In: Jörg-Dieter Barz u. a. (Red.): 3. Duisburger Akzente: Kleiner Mann, was tun?! Volksstücke, Texte, Lieder. 3.-20. Mai 1979. Duisburg 1979, S. 247–254.
- Beiträge im Sammelband Kleiner Mann – was tun?! Internationale demokratische Lieder. Lieder und Leute – vor Ort. Materialien, hg. vom forum – Volkshochschule der Stadt Duisburg, Duisburg 1979.
- Frank Baier, Detlev Puls (Hrsg.): Arbeiterlieder aus dem Ruhrgebiet. Frankfurt am Main 1981.
- Lieder und Leute vor Ort. Arbeitsweisen mit alten und neuen Liedern im Ruhrgebiet. In: Arbeiterliedarchiv der Akademie der Künste der DDR / Zentralhaus für Kulturarbeit der DDR (Hrsg.): Lied und politische Bewegung. Materialien zur Arbeitstagung zum 30-jährigen Bestehen des Arbeiterliedarchivs an der Akademie der Künste der DDR. 13.–15. Februar 1984. (= Wissenschaftliche Beiträge. 13). Leipzig 1984, S. 123–134.
- Geranien im Vogelkäfig. Von Liebe, Kampf und Mut in der Rheinpreußen-Siedlung. In: Hans-Martin Große-Oetringhaus, Sigrid Kruse (Hrsg.): Duisburg auf den zweiten Blick. Texte und Bilder über die eigene Stadt. Duisburg 1994, S. 140–149.
- Ruhrgebiet – Leben, Kämpfen, Solidarisieren. In: Robert v. Zahn (Hrsg.): Folk & Liedermacher an Rhein und Ruhr. Münster (Westf.) 2003, S. 129–193.
- Frank Baier, Jochen Wiegandt (Hrsg.): Glück auf – Liederbuch Ruhr. Lieder und Lexikon, Essen 2013.
- Frank Baier: Leben-Kämpfen-Solidarisieren Ruhrgebiet. Textsammlung, Verlag Trikont-Duisburg, Duisburg-Istanbul 2022.

## Auszeichnungen
- 2006 – Preis der deutschen Schallplattenkritik (gemeinsam mit Die Grenzgänger und Sons of Gastarbeita) für 1920. Lieder der Märzrevolution mit einem 68-seitigen Beiheft, die sich mehrere Monate lang auf Platz 1 der deutschen Liederbestenliste hielt
- 2014 – Mercator-Ehrennadel der Stadt Duisburg
- 2018 – Preisträger im Wettbewerb Hau rein des Forum Geschichtskultur an Ruhr und Emscher e. V.

## Beiträge über Frank Baier in elektronischen Medien

### Hörfunk
- 1979 – Matinee der Liedersänger: Konzert im Großen Sendesaal (WDR, 29. April 1979)
- 1983 – Konzertmitschnitt (Radio Television Madagascar, 1983)
- 1997 – Mai im Revier (Deutsche Welle, Mai 1997)
- 2012 – Liedersammlung im Ruhrgebiet (WDR, 12. Dezember 2012)
- 2012 – Liedgut aus dem Ruhrpott (Deutschlandfunk, 20. Dezember 2012)[2]
- 2013 – Portrait im Bürgerfunk Duisburg (13. Januar 2013)
- 2014 – Interview in der Reihe Neugier genügt – Redezeit (WDR, 1. Mai 2014)
- 2022 – Frank Baier, Sänger Interview in der Reihe Erlebte Geschichten (WDR 5, 1. Februar 2022)[3]

### Fernsehen
- 1973 – Rhinozerus: Portrait der Gruppe Kattong (Westdeutsches Fernsehen)
- 1979 – Über unsern Kohlenpott (Westdeutsches Fernsehen)
- 1997 – Mai im Revier (Deutsche Welle / 3sat)
- 1999 – Bilderbuch Deutschland (WDR Fernsehen)
- 2008 – Hallo Nachbar (WDR Fernsehen)
- 2013 – Lokalzeit (WDR Fernsehen)